# MMXX
MMXX (pronunciado "Twenty Twenty") é o segundo álbum de estúdio do supergrupo estadunidense Sons of Apollo, lançado em 17 de janeiro de 2020 pela Inside Out Music .   Está disponível em edição padrão (CD), edição limitada em CD com versões instrumentais e a cappella, pacote de 2 LP + CD e download digital.

## Contexto, escrita e gravação
O tecladista Derek Sherinian e o baterista Mike Portnoy concordaram que o álbum se beneficiou de uma química maior entre os membros, que já haviam se apresentado ao vivo mais de 80 vezes na época de sua produção, além da experiência do álbum de estreia deles.
Os dois, acompanhados pelo guitarrista Ron "Bumblefoot" Thal, se encontraram no estúdio caseiro de Mike na Pensilvânia e escreveram o álbum inteiro em cerca de três semanas. O álbum foi gravado em cerca de oito meses, com cada membro podendo trabalhar em seu próprio estúdio caseiro .
O vocalista Jeff Scott Soto escreveu todas as letras, com Derek ajudando-o com algumas das linhas melódicas. Ele comentou que admirava a voz "blues" de Jeff, que ele achava que contrastava com os vocais mais operísticos de outras bandas de metal progressivo.

## Título e capa
Como o álbum foi lançado no início de uma década, Mike considerou chamá-lo de "MMXX" (2020 em algarismos romanos). Comentando sobre a capa, que foi novamente criada por Thomas Ewerhard, ele disse que "para o primeiro disco, nós tínhamos uma pegada mitológica. Desta vez, porém, há um estilo muito mais futurista para o que temos. Tem um apelo muito do século XXI. E o brasão da banda é mais polido, limpo e muito mais moderno do que da última vez, quando tinha um visual antiquado".

## Informações das faixas
A faixa de abertura, "Goodbye Divinity", foi lançada como o primeiro single em 15 de novembro de 2019, com um videoclipe dirigido por Vicente Cordero. Mike diz que sabia que a canção seria a abertura e o primeiro single "do minuto em que terminamos de escrevê-la". Ele também disse que sabia que ela seria a abertura ideal para shows também. Seu título provisório era "Blood Orchid" (Orquídea de Sangue) e foi criado em torno de um riff que Sherinian criou durante um de seus solos ao vivo.
Jeff escreveu a letra da faixa pensando em pequenas dificuldades pelas quais a banda passou durante sua primeira turnê e como eles lidaram com os problemas. "Goodbye Divinity" (adeus divindade) é dizer adeus às coisas boas que deveriam ter chegado à banda e como os membros conseguiram "lidar com a dor".
"Wither to Black" foi baseada em um riff escrito por Bumblefoot, que foi inicialmente chamado de "Rushgarden" porque parecia uma mistura de Rush e Soundgarden . "Asphyxiation" foi escrito principalmente por Derek e seu título provisório era NIM - "Nine Inch Meshuggah".
"Desolate July" foi escrita em homenagem a David Z., um baixista que morreu em um acidente rodoviário envolvendo o ônibus de turnê da ex-banda de Mike, Adrenaline Mob. David também foi membro da banda solo de Jeff e ambos tocaram juntos na Trans-Siberian Orchestra. O título da faixa se refere ao fato de que todo mês de julho, Jeff e outras pessoas próximas a David sentem um vazio, já que esse é o mês em que ele morreu. Em termos instrumentais, Mike a considera equivalente a "Alive", do álbum anterior. Também foi lançada como single (em 10 de janeiro de 2020) e também recebeu um vídeo, dirigido por Christian Rios.
"King of Delusion" foi criada a partir de uma peça curta para piano de Derek "Fall to Ascend" foi lançada como o segundo single da banda em 13 de dezembro de 2019, junto com outro vídeo. Foi chamada de "Jumper" quando estava em criação e Jeff a considera uma continuação de "King of Delusion".

## Lista de faixas
Todas as letras escritas por Jeff Scott Soto. 
| N.º            | Título                                   | Duração |  |
| 1.             | "Goodbye Divinity" (Adeus Divindade)     | 7:12    |  |
| 2.             | "Wither to Black" (Murchar para o Preto) | 4:44    |  |
| 3.             | "Asphyxiation" (Asfixia)                 | 5:07    |  |
| 4.             | "Desolate July" (Julho Desolador)        | 5:58    |  |
| 5.             | "King of Delusion" (Rei da Desilusão)    | 8:48    |  |
| 6.             | "Fall to Ascend" (Cair para Ascender)    | 5:06    |  |
| 7.             | "Resurrection Day" (Dia da Ressurreição) | 5:51    |  |
| 8.             | "New World Today" (Novo Mundo Hoje)      | 15:50   |  |
| Duração total: | Duração total:                           | 58:36   |  |

## Créditos
Sons of Apollo
- Jeff Scott Soto - vocais
- Ron "Bumblefoot" Thal - guitarra, vocais de apoio
- Billy Sheehan - baixo, vocais de apoio
- Derek Sherinian - teclados, vocais de apoio
- Mike Portnoy - bateria, vocais de apoio

Pessoal técnico
- The Del Fuvio Brothers (Mike, Derek) - produção[1][4]
- Thomas Ewerhard - capa[2][3]

## Paradas
| Parada (2020)                       | Maior colocação |
| ----------------------------------- | --------------- |
| Áustria (Ö3 Austria Top 40)         | 30              |
| Bélgica (Ultratop Flandres)         | 82              |
| Bélgica (Ultratop Valônia)          | 53              |
| Países Baixos (Dutch Charts)        | 48              |
| Finlândia (Suomen virallinen lista) | 36              |
| French Albums (SNEP)                | 86              |
| Italian Albums (FIMI)               | 84              |
| Escócia (Official Scottish Albums)  | 23              |
| Spanish Albums (PROMUSICAE)         | 26              |
| Suíça (Schweizer Hitparade)         | 8               |
| Reino Unido (Official Albums Chart) | 90              |